# Планы нацистской Германии на Уральские горы

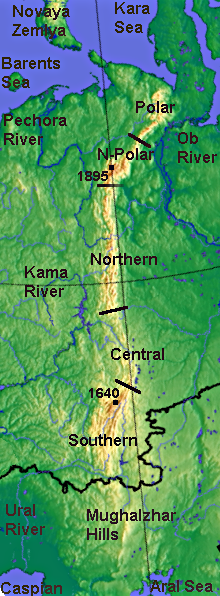
Уральские горы.

Уральские горы играли важную роль в нацистском планировании. Адольф Гитлер и остальные члены нацистского руководства часто ссылались на них как на стратегическую цель Третьего рейха, которая должна была последовать за решающей победой над Советским Союзом на Восточном фронте Второй мировой войны.

## Планы на границу
Рейхсминистр вооружения и военного производства с 1942 г. Альберт Шпеер в своих послевоенных мемуарах описал случившийся в 1941 г. эпизод с ранними размышлениями Гитлера об Урале. Министр иностранных дел СССР Вячеслав Молотов посетил Берлин в середине ноября 1940 года, чтобы обсудить германо-советские отношения с Гитлером и министром иностранных дел Германии Иоахимом фон Риббентропом. К тому времени Гитлер принял решение напасть на Советский Союз следующей весной, уже отдав приказы о разработке военного плана, который впоследствии стал операцией «Барбаросса». Несколько месяцев спустя армейский адъютант указал Шпееру на обычную карандашную линию, которую Гитлер нарисовал на своем глобусе в Бергхофе, проходящую с севера на юг вдоль Уральских гор и обозначающую будущую границу сфер влияния Германии с Японией.
Гитлер также несколько раз упоминал Урал в своих застольных беседах; однажды он вспоминает, как его спросили, достаточно ли далеко они продвинулись на восток, чтобы немцы могли продвинуться дальше. Он подтвердил эту цель, но подчеркнул, что главной целью было «искоренение большевизма», и что, в случае необходимости, для обеспечения этого будут проведены дальнейшие военные кампании. Позже он заявил, что Иосиф Сталин был бы готов потерять Европейскую Россию, если бы ему не удалось «решить её проблемы», и тем самым «рисковал потерять все».. Он выразил уверенность в том, что Сталину не удастся отвоевать Европу из Сибири, сравнивая это с тем, что он сам гипотетически вернет себе Германию, если его загонят обратно в Словакию, и что продолжавшееся немецкое вторжение «приведет к падению Советской империи» В беседе с министром иностранных дел Дании Эриком Скавениусом 2 ноября 1942 года Риббентроп заявил, что немцы ожидают, что азиатская Россия в конечном итоге распадется на несколько безобидных «крестьянских республик» после того, как Германия оккупирует европейскую часть страны.
16 сентября 1941 года Гитлер упомянул послу Германии в Париже Отто Абецу, что «новая Россия до Урала» станет немецкой Индией, но из-за своей географической близости к Германии была расположена гораздо выгоднее для немцев, чем Индия для Великобритании.
На вышеупомянутой конференции от 16 июля 1941 года было принято решение о том, что в целях «обеспечения безопасности [Третьего] рейха» ни одна негерманская военная сила никогда больше не будет допущена к западу от Урала (включая союзные Третьему Рейху нерусские ополчения туземных народов), даже если это будет означать войну на ближайшие сто лет. Будущие преемники Гитлера должны были быть проинструктированы об этом в случае необходимости. Это должно было быть сделано для того, чтобы в будущем враждебные Германии западные державы не вступили в сговор против неё с восточными соседями (как французы с турками, и британцы с СССР). Никакому организованному российскому государству также не было бы позволено существовать к западу от этой линии, которая, как пояснил Гитлер, на самом деле означала линию в 200—300 км к востоку от гор, приближающуюся к линии 70° восточной долготы, предложенной японцами в качестве самой западной границы их собственного влияния
Лидер СС Генрих Гиммлер подробно рассказал о том, как он представлял себе будущие Уральских гор во время выступлений в Познане в 1943 году. Он заявил, что «германской расе» придется постепенно расширяться до этой границы, чтобы через несколько поколений «высшая раса», как лидер Европы, снова была готова «возобновить битвы судьбы с Азией», которые «наверняка вспыхнут снова». Он заявил, что поражение Европы будет означать «разрушение созидательной силы земли»
Урал был отмечен как отдаленная цель общей нацистской программы колонизации Восточной Европы генерального плана «Ост».

### "Живая стена"
Позже Гитлер отверг горы как адекватную границу, назвав абсурдным тот факт, что "эти горы среднего размера" представляют собой границу между "европейским и азиатским мирами", заявив, что с таким же успехом можно присвоить это название одной из крупных российских рек. Он объяснил, что только "живая [расовая] стена" из арийских бойцов может служить границей, и что поддержание постоянного состояния войны на востоке необходимо для "сохранения жизнеспособности расы".
Настоящая граница - это та, которая отделяет германский мир от славянского. Наш долг - разместить ее там, где мы хотим, чтобы она была. Если кто-нибудь спросит, откуда у нас право расширять германское пространство на восток, мы ответим, что для нации это право связано с осознанием того, что она представляет. Успех оправдывает все. Ответ на такие вопросы может быть только эмпирическим. Немыслимо, чтобы возвышенный народ с трудом существовал на почве, слишком узкой для него, в то время как аморфные массы, которые ничего не вносят в цивилизацию, занимают бесконечные участки почвы, которая является одной из богатейших в мире... Мы должны создать для нашего народа условия, способствующие его размножению, и в то же время мы должны возвести дамбу против русского наводнения [...] Поскольку естественной защиты от такого наводнения нет, мы должны встретить его живой стеной. Постоянная война на восточном фронте поможет сформировать здоровую расу людей и предотвратит нас от возвращения к мягкотелости Европы, брошенной на произвол судьбы. У нас должна быть возможность контролировать этот регион на востоке, имея двести пятьдесят тысяч человек плюс кадры хороших администраторов... На этом пространстве в России всегда должны доминировать немцы.
— Adolf Hitler
Тема "живая стена" была использована Гитлером еще в "Майн Кампф". В ней он представил будущее немецкое государство под управлением национал-социалистов как "отчий дом" (Vaterhaus), безопасное место, в котором будут сохраняться "правильные человеческие элементы".", и не допускать тех, которые были нежелательны. эта метафора здания должна была прочной и благоприятной основы (фундаменте) и стены (Mauern), и может только быть защищены живой стеной (lebendige Мауэр) патриотического и фанатично преданного немецкого народа.
Эта идея все больше занимала Гитлера по мере продолжения войны. 10 декабря 1942 г. на фоне негативно складывавшейся Сталинградской битвы он сказал голландскому национал-социалисту Антону Мюссерту, что "азиатские волны угрожают захлестнуть Европу и уничтожить высшие расы", и что противостоять этой угрозе можно только путем возведения стены и длительных боевых действий. 20 апреля 1943 г. он обсуждал со Шпеером и Карлом-Отто Зауром лично разработанный проект бункера на шесть человек для Атлантического вала, с пулеметами, противотанковым ружьем и огнеметами. Он указал, что этот проект также должен был использоваться в оборонительных целях на "конечной восточной границе Германии в глубине России".